# Aeroportul Circle City
Aeroportul Circle City (IATA: IRC, ICAO: PACR, FAA LID: CRC) este un aeroport din Alaska, Statele Unite ale Americii ce deservește zona Circle⁠(d). Aeroportul a fost tranzitat în 2019 de 584 de pasageri. A fost numit după zona deservită.
Situat la o altitudine de 187 m, aeroportul dispune de 1 pistă. Este operat de Alaska Department of Transportation & Public Facilities⁠(d).

## Infrastructură

### Piste
Aeroportul dispune de o singură pistă. Pista 15/33 are dimensiunile 2.979 picioare × 60 picioare. 